# バール連盟

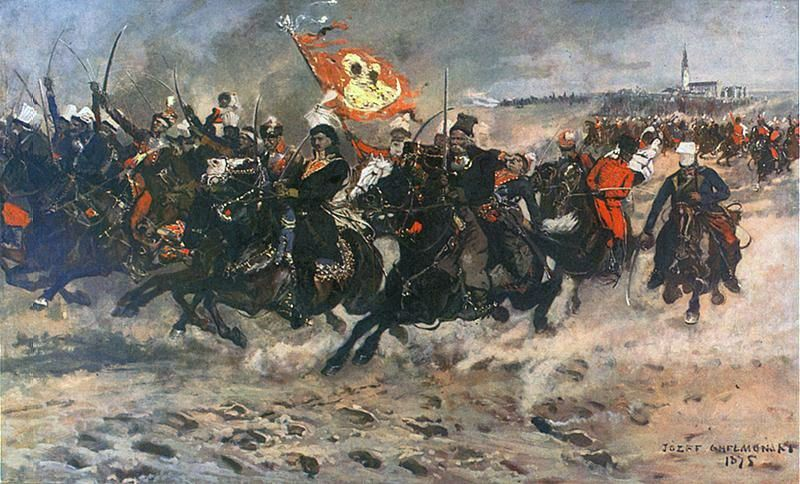
「チェンストホヴァにおけるカジミェシュ・プワスキ」ユゼフ・ヘウモニスキ画、1875年

バール連盟（ポーランド語：Konfederacja barska、1768年 - 1772年）は、ポドレ地方の要塞都市バールにおいて、ポーランド貴族（シュラフタ）が結成した連盟（コンフェデラツィア）。ロシア帝国の侵略、およびポーランド・リトアニア共和国のマグナート（富裕貴族）の権力を制限しようと試みていた国王スタニスワフ・アウグスト・ポニャトフスキらの改革の双方に対する政治的な自由と独立を目的としており、内外の圧迫に応戦するものだった。連盟の組織者にはカミェニェツ＝ポドルスキ司教アダム・クラシンスキ、カジミェシュ・プワスキおよびミハウ・クラシンスキなどがいた。ロシアに対して何度か勝利を収めたものの、連盟の抵抗は敗北に終わり、1773年には第1次ポーランド分割が実行された。一部の歴史家はバール連盟の闘争をポーランドの歴史で初めての、独立のための蜂起と定義している。

## 展開

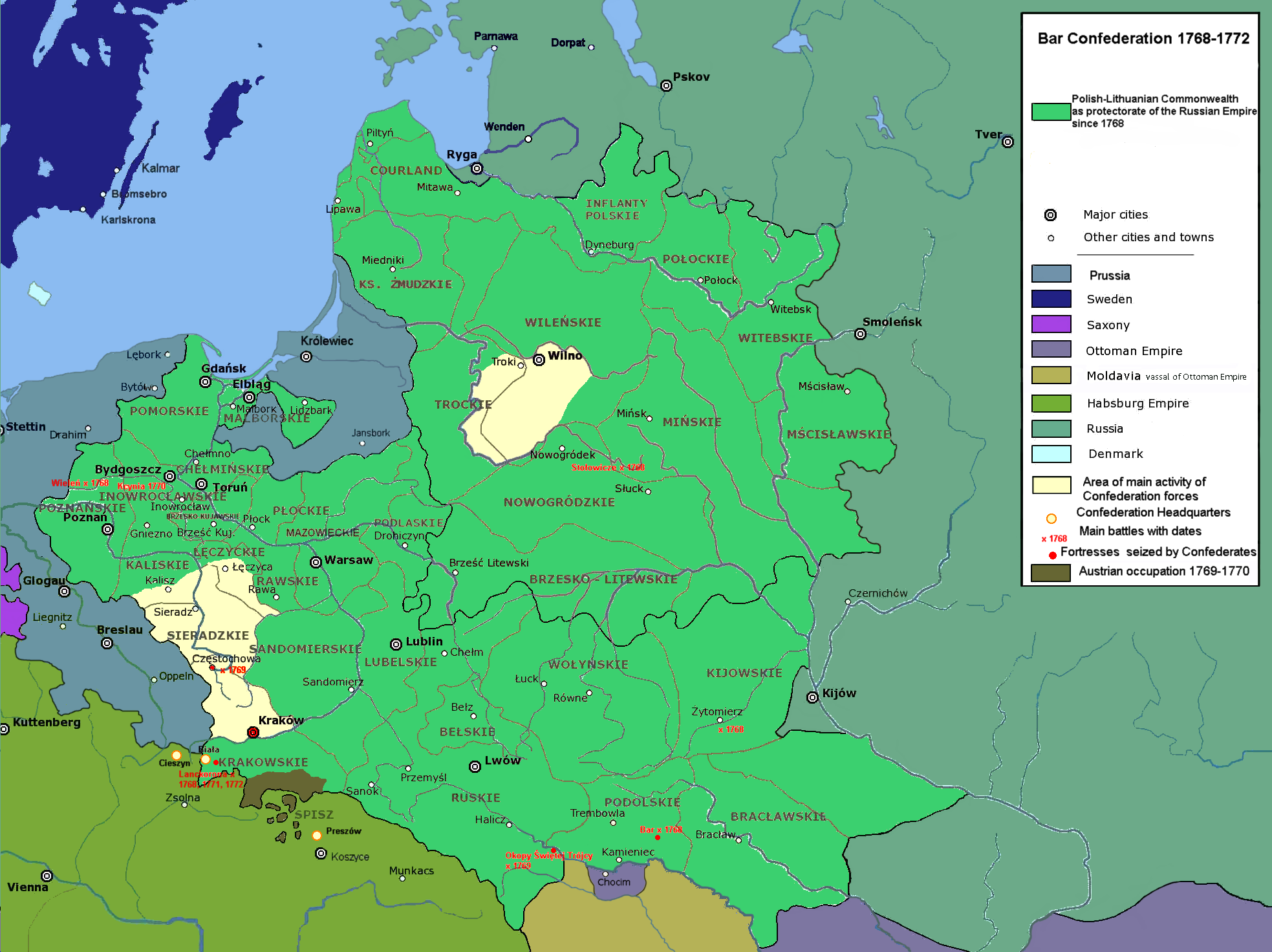
バール連盟、1768年 - 1772年

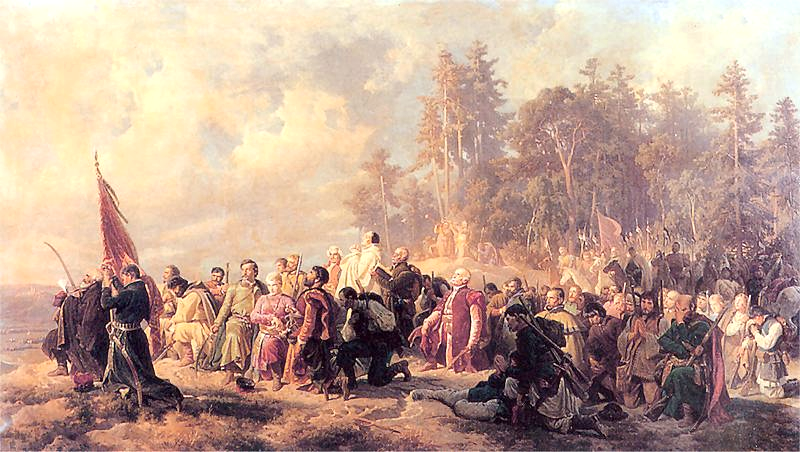
「1771年、ランツコロナの戦いを前に祈りを捧げるバール連盟の参加者たち」アルトゥル・グロットゲル画、1863年

1767年から翌1768年にかけて開かれたセイムでは、ロシア軍が議場を包囲して、ポーランド・リトアニア共和国を法的に属国の地位においたほか、1768年基本法の制定を認めて中央政府の権限を一部存続させ、また（出兵の口実にした）共和国内の非カトリック教徒の権利の引上げを認めさせた（レプニン議会）。このセイムでロシアのやり方に反発したキエフ司教ユゼフ・アンジェイ・ザウスキ、クラクフ司教カイェタン・ソウティク、そしてヘトマンのヴァツワフ・ジェヴスキとその息子セヴェリンは、逮捕されてロシアに連行された。共和国の独立の侵害、中央政府（＝王権）の強化そして宗教的寛容は、守旧派および王権強化に批判的な改革者を憤激させた。カミェニェツ＝ポドルスキ司教アダム・クラシンスキ、カジミェシュ・プワスキおよびミハウ・クラシンスキとその同盟者は、連盟（コンフェデラツィア、政府の政策に抵抗するための合法的軍事組織）を結成することを決めた。
国王スタニスワフ・アウグスト・ポニャトフスキは当初、連盟とロシアの調停役を買って出ようとした（ロシア政府の代表はロシア大使ニコライ・レプニン公）。しかし調停が不可能だと判断すると、国王は王冠領大ヘトマンのフランチシェク・クサヴェリ・ブラニツキと2人の将軍が率いる軍隊を派遣してバールを占拠させた。しかし同時期にウクライナ地方で発生していたコサックによるコリーウシチナ反乱は、貴族たちの怒りを刺激して連盟への参加者を増大させ、ポーランド東南部全域およびリトアニアからも参加者が出た。連盟は諸外国に支援を求め、敵国ロシアにオスマン帝国が宣戦するよう仕向けることに成功した（露土戦争）。事態は一転して深刻になり、プロイセン王フリードリヒ2世がロシア女帝エカチェリーナ2世に連盟と和議を結ぶよう助言するまでに至った。
イグナツィ・マルチェフスキ、ミハウ・ヤン・パツおよびカロル・ラジヴィウ公の率いるバール連盟軍は様々な地域に動き回り、何度かロシア軍に勝利したうえ、ついには国王を完全に無視して自分達の利益のためにヨーロッパの主権国家に使節を派遣した。1770年、バール連盟評議会は本拠地をシロンスクからハンガリーのプレショフ(現スロヴァキア)に移し、そこで対ロシア軍事同盟を結成するためにフランス、オーストリアそしてトルコとの交渉を展開した。1770年10月22日、評議会は国王の廃位を宣言した。ヴェルサイユ宮廷は連盟を支援するためにシャルル・フランソワ・デュムーリエを派遣し、デュムーリエは連盟軍を整備・強化するのに貢献した。国王スタニフワフ・アウグストは連盟に参加しようと考えたが、1771年にワルシャワで連盟側と思われる一味に数日間拉致・誘拐された。この事件以後、国王はロシア側につき、自分達の国王を狙った暴挙はヨーロッパ諸国のバール連盟に対する評価を大きく低下させた。デュムーリエによって徹底的に整備されたにもかかわらず、連盟軍は戦闘力を1、2年しか保つことが出来なかった。最後の目立った抵抗は1772年までに終わった。連盟が占拠していた陣地のうち、クラクフのヴァヴェル城は1772年4月28日に、ティニェツの要塞は7月13日に、チェンストホヴァは8月18日にそれぞれ陥落した。連盟最後の要塞だったザグシュの修道院も、11月28日には落城した。
バール連盟の参加者たちは、自身の家族とともに囚人としてロシアに連行され、最初の「スィビラク」（シベリア送りのポーランド人）の一団となった。ロシア人達はポーランド・リトアニア共和国内に設けた3つの強制収容所に囚人たちを収監し、順次凍てつくシベリアへと移送した。

## 結果
一部の歴史家はバール連盟の闘争をポーランドの歴史で初めての独立のための蜂起と考えている。バール連盟の参加者たちが戦いを始めるまでは、外国軍の援助を得て戦うことは、何より黄金の自由を敵に回す背信行為と見なされていた。しかし1770年、ロシア軍が名目上は独立国である共和国に進軍し、さらに1773年に近隣の列強国の圧力でセイムが第1次ポーランド分割を承認するに至ると、連盟の参加者たちは母国に最後まで忠誠を誓いつづけた囚われの戦士たちとして美化された。そしてこの愛国的イメージは、その後の2世紀間にわたって亡国流浪の身であったポーランド人たちが、蜂起軍を組織する原動力となった。連盟に対する評価は分裂しており、連盟の軍事行動が第1次分割の直接的原因とする研究者もいれば、連盟をポーランドの独立回復をめざした最初の本格的国民軍と評価する研究者もいる。